# Sacha Jones

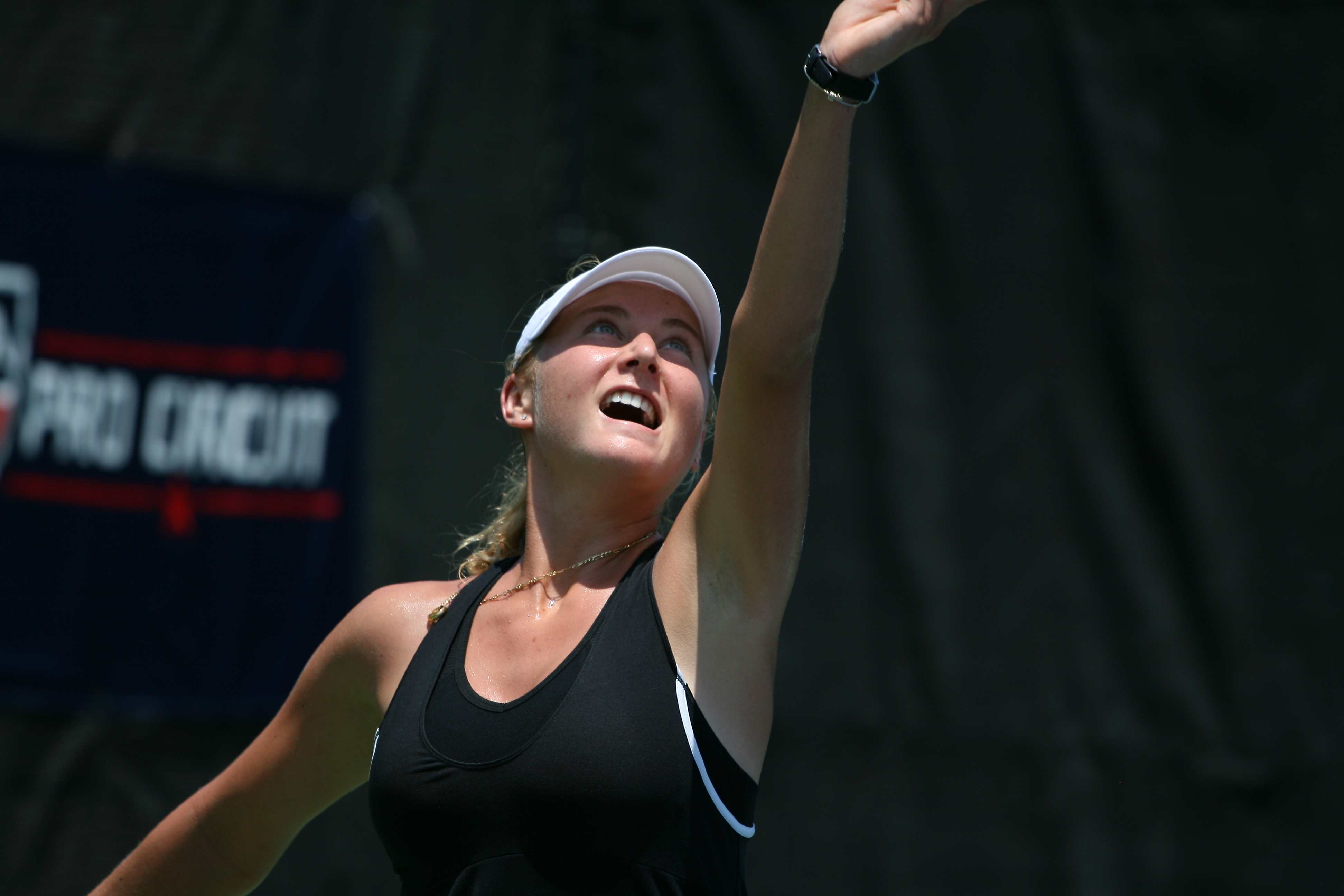
Sacha Jones.

Sacha Jones (Auckland, 8 de Novembro de 1990) é uma tenista profissional neozelandesa cujo melhor ranking em simples foi a posição 157 na WTA.

## Titulos

### Simples (6)
| Legenda      |
| ITF Tour (6) |

| N. | Data              | Torneio                         | Piso | Oponente na final  | Placar        |
| 1. | Novembro 17, 2008 | ITF / Manila, Filipinas         | Duro | Ayu Fani Damayanti | 7–6(5), 6–2   |
| 2. | Junho 15, 2009    | ITF / Brownsville, Texas        | Duro | Ester Goldfeld     | 6–3, 2–6, 6–0 |
| 3. | Setembro 21, 2009 | ITF / Darwin, Australia         | Duro | Bojana Bobusic     | 6–4, 6–1      |
| 4. | Outubro 5, 2009   | ITF / Mount Gambier, Australia  | Duro | Alicia Molik       | 4–6, 6–4, 6–3 |
| 5. | Outubro 12, 2009  | ITF / Port Pirie, Australia     | Duro | Alicia Molik       | 3–6, 6–1, 7–5 |
| 6. | Novembro 2, 2009  | ITF / Rock Hill, South Carolina | Duro | Ani Mijacika       | 6–0, 6–4      |

### Duplas (6)
| N. | Data           | Toreio             | Piso | Parceira        | Oponentes na final            | Placar   |
| 1. | Junho 15, 2009 | Brownsville, Texas | Duro | Ashley Weinhold | Ester Goldfeld Macall Harkins | 6–3, 6–3 |